# Suchuni
Suchuni (auch: Altamachi) ist eine Streusiedlung im Departamento Cochabamba im südamerikanischen Anden-Staat Bolivien.

## Lage im Nahraum
Suchuni liegt in der Provinz Ayopaya und ist eine Ortschaft im Municipio Cocapata (früher: Morochata). Die Ortschaft liegt auf einer Höhe von 3643 m an einem kurzen, linken Zufluss zum Río Altamachi, der im weiteren Verlauf über den Río Santa Elena zum Río Beni fließt.

## Geographie
Suchuni liegt im Übergangsbereich zwischen der südlich anschließenden Cordillera del Tunari und der nördlich gelegenen Cordillera de Cocapata. Das Klima ist ein typisches Tageszeitenklima, bei dem die Temperaturschwankungen zwischen Tag und Nacht deutlicher ausfallen als zwischen den Jahreszeiten.
Die Jahresdurchschnittstemperatur der Region liegt bei knapp 1 °C (siehe Klimadiagramm Cocapata) und schwankt im Jahresverlauf nur wenig zwischen −2,5 °C im Juni/Juli und 3 °C im November. Der jährliche Niederschlag liegt bei etwa 850 mm und ist ganzjährig humid, schwanken jedoch zwischen Niederschlägen von nur 10 mm im Juni/Juli und Höchstwerten über 150 mm im Januar.

## Verkehrsnetz
Suchuni liegt in einer Entfernung von 102 Straßenkilometern nördlich der Stadt Cochabamba, der Hauptstadt des Departamentos.
Durch Cochabamba führt die Nationalstraße Ruta 4, die mit einer Länge von 1657 Kilometern das gesamte Land in West-Ost-Richtung durchquert. Von Cochabamba aus erreicht man auf der Ruta 4 nach dreizehn Kilometern in westlicher Richtung die Stadt Quillacollo, in deren Zentrum nach Norden der "Camino a Morochata" abzweigt, der in nördlicher Richtung nach Marquina führt und sich dann in Serpentinen die Cordillera Tunari hinaufwindet. Nach insgesamt 47 Kilometern zweigt nach Nordosten eine Seitenstraße ab, die in das Tal des Río Misicuni führt und den Staudamm des Misicuni passiert. Vom Staudamm aus sind es dann 21 Kilometer den Misicuni flussabwärts bis Totorani und noch einmal jenseits des Río Totorani in Serpentinen sechs Kilometer bergauf bis Suchuni.

## Bevölkerung
Die Einwohnerzahl der Ortschaft ist in dem Jahrzehnt zwischen den beiden letzten Volkszählungen um fast ein Viertel angestiegen:
| Jahr | Einwohner         | Quelle       |
| ---- | ----------------- | ------------ |
| 1992 | keine Detaildaten | Volkszählung |
| 2001 | 290               | Volkszählung |
| 2012 | 368               | Volkszählung |
| 2024 |                   | Volkszählung |

Die Region weist einen hohen Anteil an Quechua-Bevölkerung auf, im Municipio Morochata sprechen 96,6 % der Bevölkerung Quechua.